# Kopisz
Kopisz (belaruszul és oroszul: Копысь, lengyelül: Kopyś) egy városi típusú település Fehéroroszországban, a Vicebszki területen, az Orsai járásban. Ebben a városban született Aljakszandr Rihoravics Lukasenka fehérorosz elnök.

## Története
Az első hivatkozások 1059-re datálhatók. A 14. századtól a Litván Nagyhercegség, majd a Krewoi Unió (1385) után a Lengyel-Litván Unió része volt. Közigazgatásilag a Vicebszki vajdaság része volt. A 16. században városi jogokat kapott. Az Ostrogski család, majd 1594 után a Radziwiłł család tulajdonában lévő magánváros volt. Kopisz városában vár állt, és Krzysztof Mikołaj Radziwiłł alapított egy református templomot. A Nagy északi háború idején, 1707-ben Kopisz elpusztult az orosz csapatok által. 1772-ben Lengyelország első felosztása során az Orosz Birodalom része lett.

## Fordítás
Ez a szócikk részben vagy egészben  a   Kopys című angol Wikipédia-szócikk fordításán alapul.  Az eredeti cikk szerkesztőit annak laptörténete sorolja fel. Ez a jelzés csupán a megfogalmazás eredetét és a szerzői jogokat jelzi, nem szolgál a cikkben szereplő információk forrásmegjelöléseként.